# Jonathan González (voetballer, 1995)
Jonathan David González Valencia (Quinindé, 3 juli 1995) – bekend als Jonathan González – is een Ecuadoraans voetballer die bij voorkeur als vleugelspeler speelt. Hij tekende in 2015 voor Club León. In 2014 debuteerde hij voor Ecuador.

## Clubcarrière
González maakte veertien doelpunten in 87 competitieduels voor Independiente. In januari 2015 trok hij naar Club Universidad de Guadalajara. Op 12 januari 2015 debuteerde de vleugelspeler in de Mexicaanse Primera División tegen CF Monterrey. Op 10 mei 2015 maakte hij twee doelpunten in de competitie tegen Cruz Azul. In juli 2015 tekende de Ecuadoraan voor Club León. Op 26 juli 2015 debuteerde González voor zijn nieuwe club tegen Santos Laguna.

## Interlandcarrière
In oktober 2014 werd González opgeroepen voor de vriendschappelijke interlands tegen de Verenigde Staten en El Salvador. Op 15 oktober 2015 viel hij tegen de Verenigde Staten vlak voor rust in voor Renato Ibarra. Vier dagen later mocht de vleugelspeler in de basiself starten tegen El Salvador.